# Сулисай
Сулиса́й (або Сулусай; каз. Сұлысай) — станційне селище у складі Бурлінського району Західноказахстанської області Казахстану. Входить до складу Пугачовського сільського округу.
Населення — 26 осіб (2021; 54 у 2009, 55 у 1999, 33 у 1989).